# 所
所（ところ）とは、特定の場所を指して称する呼び方。

## 概要
本来は「一区画が高く平らになっている場所」を指し、転じてある特定の条件を有した区域を指すようになった。

更に時代が下るにつれて何らかの機能を持つ場所・機関や人間が居住している場所やその区画およびそこに形成された町村などの組織を指すようになった。
後者の意味における「所」という表現は中世以後しばしば見られる。
例えば、特定の地域及びその住民の荷物などを差し押さえる「所質」、罪を犯した人間を特定の地域での居住・立入を禁止する「所払」、都会に住んでいた人が元来住んでいた故郷――江戸時代には田舎一般を指した「在所」などは、そこから派生した用語である。